# Znamia
Znamia (în rusă Знамя, lit. „Drapelul”) este o revistă literară rusă, care a fost fondată la Moscova în 1931 și are o apariție lunară. În 1931-1932, revista a fost publicată sub numele Lokaf („Локаф”, care era o abreviere a „Литературное объединение писателей Красной Армии и флота” sau Asociația Literară a Scriitorilor din Armata și Flota Roșie). În perioada sovietică, Znamia a dedicat cele mai multe dintre paginile sale povestirilor și romanelor despre militari, publicând scrierile lui Konstantin Simonov, Vasili Grossman, Pavel Antokolski și alții. Znamia are diferite secțiuni dedicate prozei, poeziei, eseurilor, criticii literare, bibliografiei etc. În 1972, revista avea un tiraj de circa 160.000 de exemplare.